# Chen Ling
Chen Ling, född 1987, är en kinesisk idrottare som tog silver i bågskytte vid olympiska sommarspelen 2008.

## Meriter

### Olympiska meriter

#### Olympiska sommarspelen 2008
| Namn                             | Gren         | Rankingrunda | Rankingrunda | 32-delsfinal             | 16-delsfinal              | 8-delsfinal            | Kvartsfinal          | Semifinal                    | Final                   | Final            |
| Namn                             | Gren         | Poäng        | Seed         | Resultat                 | Resultat                  | Resultat               | Resultat             | Resultat                     | Resultat                | Plats            |
| -------------------------------- | ------------ | ------------ | ------------ | ------------------------ | ------------------------- | ---------------------- | -------------------- | ---------------------------- | ----------------------- | ---------------- |
| Chen Ling                        | Individuellt | 645          | 15           | Psarra GRE (50) W 109-79 | Muliuk BLR (50) W 106-105 | Yun KOR (50) L 103-113 | Gick inte vidare     | Gick inte vidare             | Gick inte vidare        | Gick inte vidare |
| Zhang Juanjuan Chen Ling Guo Dan | Lag          | 1916         | 3            | N/A                      | N/A                       | Bye                    | Indien (6) W 211-206 | Storbritannien (2) W 208-202 | Sydkorea (1) L 215- 224 | Silver           |